# Christina Oskarsson
Christina Elisabeth Oskarsson, tidigare gift Nenes, född 12 juni 1951 i Östra Eneby församling i Norrköping, är en svensk politiker (socialdemokrat). Hon var ordinarie riksdagsledamot 1998–2014, invald för Västra Götalands läns norra valkrets.
I riksdagen var hon kvittningsman för Socialdemokraterna 2006–2014, ledamot i lagutskottet 1998–2006, civilutskottet 2006–2010 och skatteutskottet 2010–2014. Hon var ledamot i riksdagens delegation till Interparlamentariska unionen 2002–2004, ledamot i styrelsen för Stiftelsen Riksbankens jubileumsfond 2010–2014 och revisor i Systembolaget AB 2013–2015. Oskarsson var även personlig suppleant i styrelsen för Stiftelsen Riksbankens jubileumsfond samt suppleant i justitieutskottet och socialutskottet.
Sedan 2014 är Oskarsson ledamot i kommunstyrelsen och kommunfullmäktige i Ale kommun. Oskarsson har varit barnskötare och skötare inom psykiatrin.